# 1856 Růžena
1856 Růžena là một tiểu hành tinh vành đai chính với chu kỳ quỹ đạo là 1221.7211431 ngày (3.34 năm).
Nó được phát hiện ngày 8 tháng 10 năm 1969.